# Hemisferio oriental

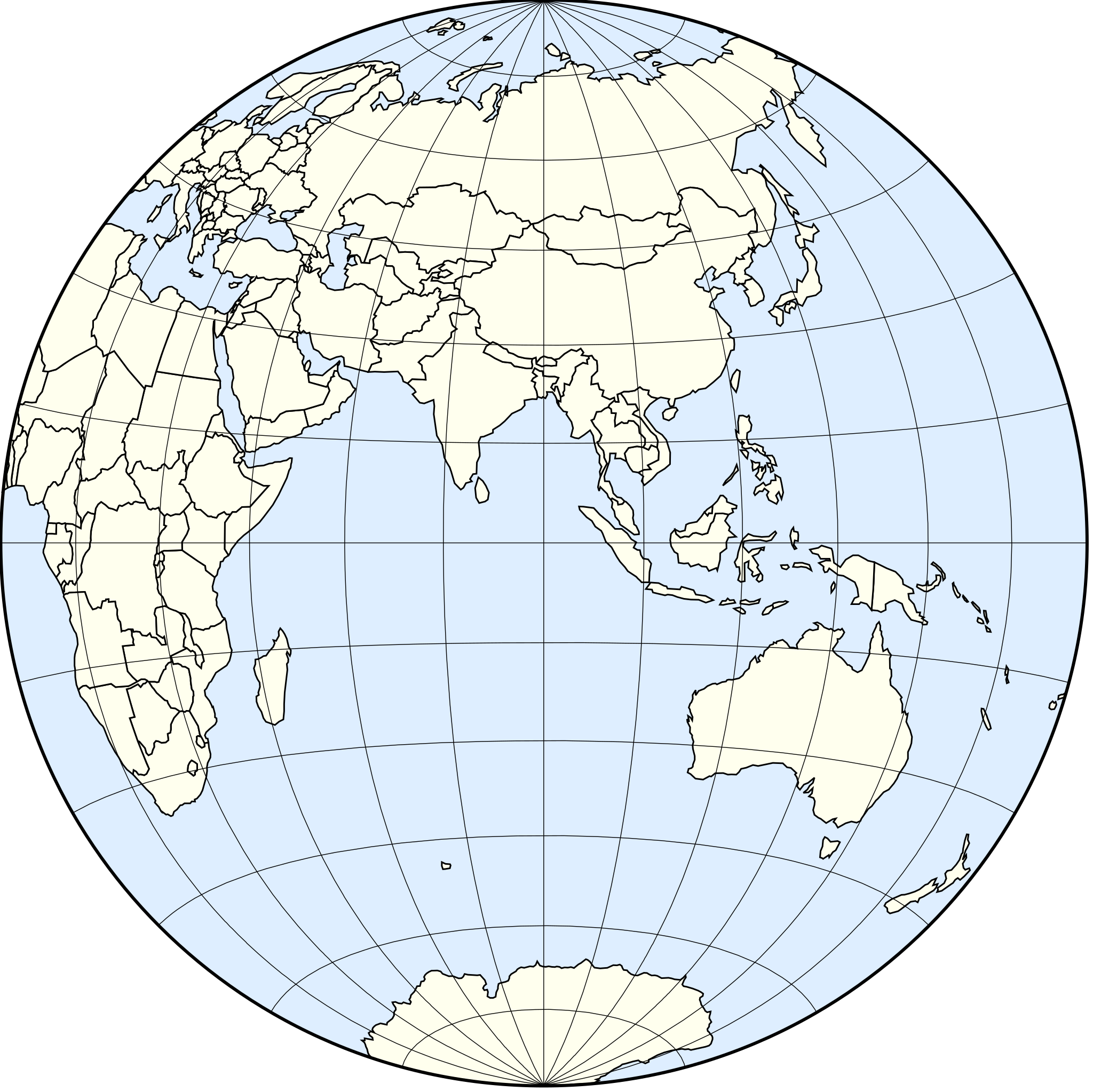
Hemisferio oriental.

Hemisferio oriental es un término geográfico usado para referirse a la mitad de la Tierra que se encuentra al este del meridiano de Greenwich (el cual cruza el pueblo de Greenwich, Reino Unido) y al oeste de la línea internacional de cambio de fecha. También puede ser usado como una noción geográfica imprecisa para referirse a toda Asia y gran parte de Europa, África y Oceanía, mientras que el hemisferio occidental incluiría a toda América y pequeñas porciones de África, Europa y Oceanía. Además, puede utilizarse en un sentido cultural o geopolítico como sinónimo del "Viejo Mundo".
La línea que delimita a los hemisferios oriental y occidental es una convención arbitraria, a diferencia del Ecuador (equidistante de los polos terrestres), el cual divide a los hemisferios norte y sur. El meridiano de Greenwich con longitud de 0° y la Línea internacional de cambio de fecha con longitud de alrededor de 180° son las fronteras aceptadas convencionalmente, ya que separan a las longitudes cartográficas orientales de las occidentales. Esta delimitación deja a porciones de Europa Occidental, África y Oceanía en el hemisferio occidental, de esta forma reduciendo su utilidad para la cartografía y para otros aspectos ya que Eurasia y África suelen ser incluidas en el hemisferio oriental. Consecuentemente, los meridianos 20° O y 160° E (su opuesto) frecuentemente son usados como fronteras alternativas, incluyendo así a los continentes europeo y africano en su totalidad pero también a una pequeña porción del noreste de Groenlandia (que por lo general es considerada como parte de América del Norte) y excluye a la mayor parte de Rusia oriental y Oceanía (por ejemplo, Nueva Zelanda).
Las dos principales regiones de la Antártida reciben su nombre del hemisferio en el que se encuentran; Antártida Oriental se localiza casi en su totalidad dentro del hemisferio oriental.
En comparación con el hemisferio occidental, el Oriental es el más poblado del mundo.

## Países en el Hemisferio oriental
- Todos los países asiáticos
- La mayor parte de los países europeos exceptuando a Islandia, Portugal, la parte occidental de España , Reino Unido, Irlanda y la parte noroccidental de Francia.
- Gran parte de los países africanos exceptuando a Marruecos, la parte occidental de Argelia y los de la mayor parte de África occidental.
- Gran parte de los países oceánicos exceptuando una parte de los de la Polinesia.